# أصل الأكراد
اقترح العلماء نظريات مختلفة عن أصل الاسم كردي . وفقًا للمستشرق الإنجليزي كودفري رولز درايفر، فإن المصطلح «كردي» مرتبط بالكردة السومرية التي تم العثور عليها من الألواح الطينية السومرية من الألفية الثالثة قبل الميلاد، بينما وفقًا لعلماء آخرين، فإنها تسبق الفترة الإسلامية باعتبارها كلمة فارسية وسطية لـ «البدو»، وقد يُشتق في النهاية من اسم مكان قديم أو اسم قبلي، إما من اسم Cyrtii أو Corduene.

## أصل الإسم
هناك نظريات مختلفة حول أصل لفظة كردي . وفقًا لإحدى النظريات، فقد نشأت في اللغة الفارسية الوسطى باسم 𐭪𐭥𐭫𐭲 kwrt ، وهو مصطلح يشير إلى «البدو؛ ساكن الخيمة». [Note 1] بعد الفتح الإسلامي لبلاد فارس، تم اعتماد هذا المصطلح في اللغة العربية ككرد واستخدم على وجه التحديد للقبائل البدوية. [Note 2]
منذ القرن السابع وما بعده، اشتهر الاسم كردي، حيث استخدمه العرب كثيرًا (الأكراد) أو الكُرد.
صرح شريفكسان بيدليسي في القرن السادس عشر أن هناك أربعة أقسام من «الأكراد»: كرمانج ، لور ، كالهور وكوران ، كل منها يتحدث بلهجة مختلفة أو لغة مختلفة. يلاحظ بول (2008) أن استخدام القرن السادس عشر لمصطلح كردي كما سجله بيدليسي، بغض النظر عن التجمع اللغوي، قد لا يزال يعكس هوية عرقية «كردية» إيرانية شمالية غربية أولية توحد الكرمانج، كالهور، وكوران.

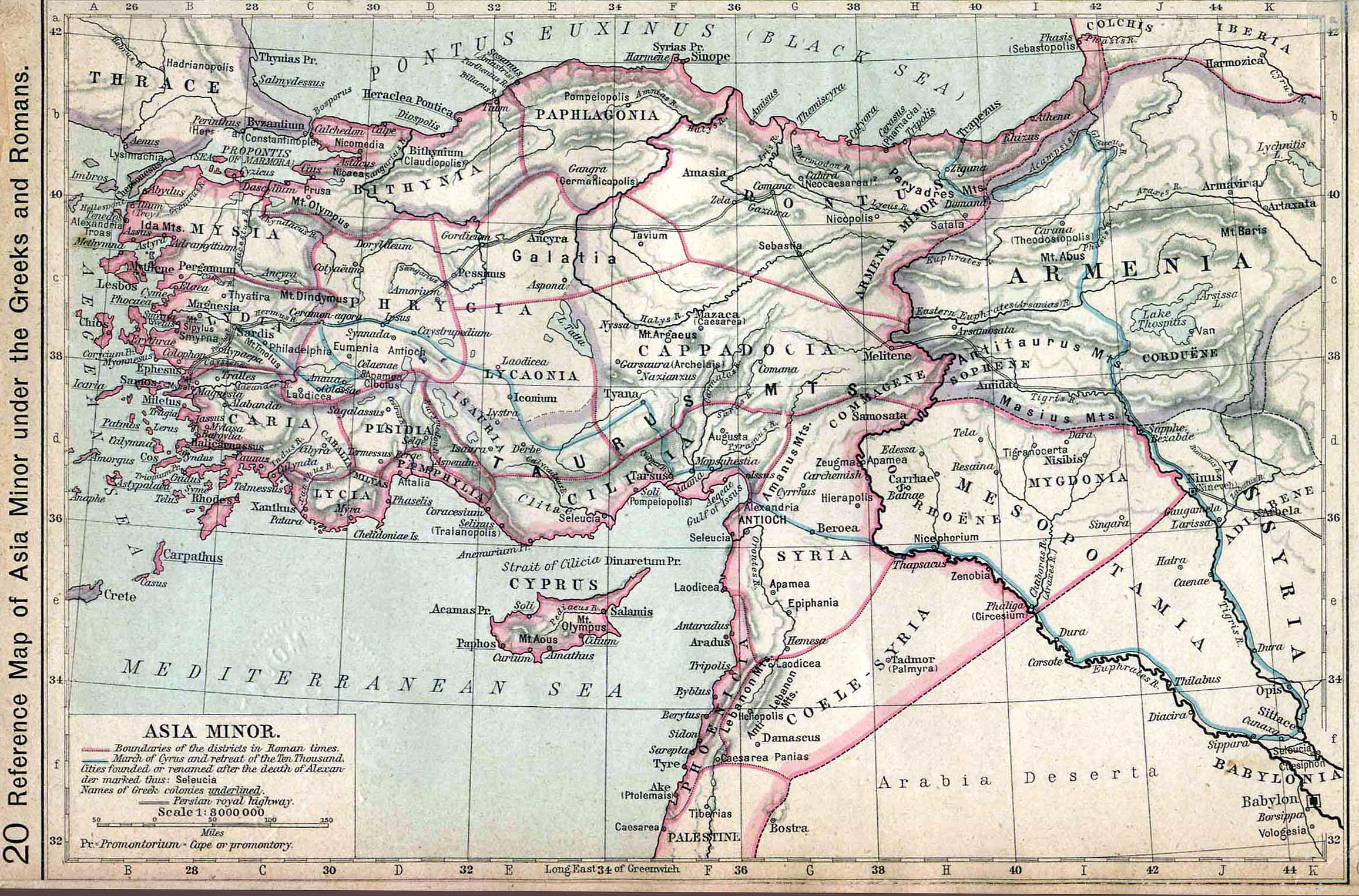
خريطة توضح مملكتي كوردوين والأديابين في القرون الأخيرة قبل الميلاد. يُظهر الخط الأزرق الرحلة الاستكشافية ثم تراجع العشرة آلاف عبر كوردوين عام 401 قبل الميلاد.

## أصل الأساطير

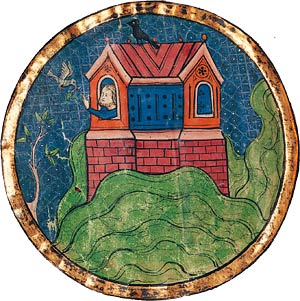
تصوير لسفينة نوح وهي تهبط على قمة الجبل، من شمال فرنسا العبرية المتنوعة (القرن الثالث عشر)

## أنظر أيضا
- تاريخ الكرد
- الميديين
- القيرطيين
- كوردوين
- الجن

1. ↑  W. Adamec، Ludwig (2009). Historical Dictionary of Islam. Scarecrow Press. ص. 84. ISBN:978-0-8108-6161-9. مؤرشف من الأصل في 2022-08-05.
2. ↑  Özoğlu, Hakan (2004). Kurdish Notables and the Ottoman State: Evolving Identities, Competing Loyalties, and Shifting Boundaries (بالإنجليزية). SUNY Press. p. 25. ISBN:978-0-7914-5993-5.